# Star Trek: The Next Generation (säsong 4)
Den fjärde säsongen av den amerikanska science fiction TV-serien Star Trek: The Next Generation började sin syndikerade visning i USA den 24 september 1990 och avrundades den 17 juni 1991 efter 26 sända avsnitt. Serien utspelar sig under 2300-talet, där den följer Stjärnflottans rymdskepp Enterprise-D och dess besättnings äventyr. 
I denna säsong tog serien till sig begreppet serialiserade berättelser. Ett återkommande tema genom säsongen var känslan av en kokande komplott initierad av Duras-Romulan mot Federationen, i kombination med Worfs försök att återta sin familjs heder. Båda historierna introducerades i den tredje säsongens avsnitt "Sins of the Father". Worfs uteslutning är ett huvudtema i avsnitten "Family" och "The Drumhead", medan hans vanheder och komplotten mellan Duras och Romulanerna tar huvudfokus i avsnitten "Reunion", "The Mind's Eye" och "Redemption".
En annan återkommande historia i denna säsong är Miles O'Brien växande roll i serien.  Hans förnamn avslöjas i avsnittet "Family", han gifter sig i "Data's Day", hans förflutna avslöjas i "The Wounded" och hans äktenskap utforskas i "In Theory".
Utöver cliffhangeravsnittet "The Best of Both Worlds", var den fjärde säsongen även som den mjukt familjetemade säsongen. Det första avsnittet efter säsongspremiären handlar om Picards och Worfs familjer, medan det andra avsnittet fokuserar på Datas. Worfs son Alexander dyker för första gången upp senare i säsongen, vilket även Natasha Yars syster gör, samt att Enterprise stöter på ett utomjordiskt spädbarn.

## Rollista

### Huvudroller
- Patrick Stewart som Captain Jean-Luc Picard
- Jonathan Frakes som Commander William T. Riker
- Brent Spiner som Lt Cmdr. Data
- Gates McFadden som Dr. Beverly Crusher
- LeVar Burton som Lt Cmdr. Geordi La Forge
- Marina Sirtis som Councillor Deanna Troi
- Michael Dorn som Lt. Worf
- Wil Wheaton som Ens. Wesley Crusher

### Återkommande roller
- Colm Meaney som Miles O'Brien (14 avsnitt)
- Whoopi Goldberg som Guinan (7 avsnitt)
- Majel Barrett som Computer Voice (4 avsnitt)
- Patti Yasutake som Alyssa Ogawa (3 avsnitt)
- Rosalind Chao som Keiko O'Brien (3 avsnitt)
- Pamela Winslow som Ensign McKnight (2 avsnitt)
- Robert O'Reilly som Gowron (2 avsnitt)
- John de Lancie som Q (1 avsnitt)
- Dwight Schultz som Reginald Barclay (1 avsnitt)
- Eric Menyuk som Resenären (1 avsnitt)
- Majel Barrett som Lwaxana Troi (1 avsnitt)
- Jon Paul Steuer som Alexander Rozhenko (1 avsnitt)

## Avsnitt
I den följande tabellen listas avsnitten i den ordning som de sändes och behöver nödvändigtvis inte motsvara deras produktionskoder.
| Nr i serien | Nr i säsongen | Titel                              | Stardate | Regissör           | Manus                                                                                                   | Originalvisning (USA) | Originalvisning (Sverige) | Tittarsiffror (miljoner) |
| --- | ------------- | ---------------------------------- | -------- | ------------------ | --- | --------------------- | ------------------------- | ------------------------ |
| 75 | 401           | "The Best of Both Worlds (Del II)" | 44001.4  | Cliff Bole         | Michael Piller                                                                                          | 24 september 1990     | 25 februari 1996          |                          |
| Picard har transformerats till en av Borgerna, och hotar med all sin intima kunskap om federationen dess existens. |               |                                    |          |                    | |                       |                           |                          |
| 76 | 402           | "Family"                           | 44012.3  | Les Landau         | Ronald D. Moore                                                                                         | 1 oktober 1990        | 2 mars 1996               |                          |
| Picard reser efter äventyret med Borgerna till Frankrike för att besöka sin familj. Worfs adoptivföräldrar kommer ombord på Enterprise, till Worfs förtret.                                                                           |               |                                    |          |                    | |                       |                           |                          |
| 77 | 403           | "Brothers"                         | 44085.7  | Rob Bowman         | Rick Berman                                                                                             | 8 oktober 1990        | 3 mars 1996               |                          |
| Data finner sin skapare, Noonien Soong, och får reda på att brodern Lore fortfarande lever. |               |                                    |          |                    | |                       |                           |                          |
| 78 | 404           | "Suddenly Human"                   | 44143.7  | Gabrielle Beaumont | John Whelpley, Jeri Taylor & Ralph Phillips                                                             | 15 oktober 1990       | 9 mars 1996               |                          |
| Picard måste hjälpa en mänsklig pojke, som uppfostrats av utomjordingar, att utröna sitt öde. |               |                                    |          |                    | |                       |                           |                          |
| 79 | 405           | "Remember Me"                      | 44161.2  | Cliff Bole         | Lee Sheldon                                                                                             | 22 oktober 1990       | 10 mars 1996              |                          |
| Efter ett misslyckat warp-fältexperiment, börjar folk att försvinna från Enterprise och Dr. Crusher är den enda som kommer ihåg att de har existerat. Eric Menyuk gästskådespelar                                                     |               |                                    |          |                    | |                       |                           |                          |
| 80 | 406           | "Legacy"                           | 44215.2  | Robert Scheerer    | Joe Menosky                                                                                             | 29 oktober 1990       | 16 mars 1996              |                          |
| Tasha Yars syster Ishara försöker att återställa ordning och reda på deras konfliktdrabbade koloni. |               |                                    |          |                    | |                       |                           |                          |
| 81 | 407           | "Reunion"                          | 44246.3  | Jonathan Frakes    | Thomas Perry, Jo Perry, Ronald D. Moore, Brannon Braga & Drew Deighan                                   | 5 november 1990       | 17 mars 1996              |                          |
| Worfs före detta flickvän återvänder till Enterprise, och deltar tillsammans med Picard, i en medling i en Klingon-maktkonflikt medan Worf upptäcker en till familjemedlem.                                                           |               |                                    |          |                    | |                       |                           |                          |
| 82 | 408           | "Future Imperfect"                 | 44286.5  | Les Landau         | J. Larry Carroll & David Bennett Carren                                                                 | 12 november 1990      | 23 mars 1996              |                          |
| Riker befinner sig sexton år framåt i tiden, och hans minne av den gångna perioden har raderats av ett vilande virus. |               |                                    |          |                    | |                       |                           |                          |
| 83 | 409           | "Final Mission"                    | 44307.3  | Corey Allen        | Kacey Arnold-Ince & Jeri Taylor                                                                         | 19 november 1990      | 24 mars 1996              |                          |
| Wesley beger sig ut på sitt sista uppdrag med Enterprise tillsammans med Picard, men de blir strandade på en öde planet. |               |                                    |          |                    | |                       |                           |                          |
| 84 | 410           | "The Loss"                         | 44356.9  | Chip Chalmers      | Hilary J. Bader, Alan J. Adler & Vanessa Greene                                                         | 31 december 1990      | 30 mars 1996              |                          |
| En okänd kraft fångar Enterprise och orsakar att Deanna förlorar sina empatiska förmågor. |               |                                    |          |                    | |                       |                           |                          |
| 85 | 411           | "Data's Day"                       | 44390.1  | Robert Wiemer      | Harold Apter & Ronald D. Moore                                                                          | 7 januari 1991        | 31 mars 1996              |                          |
| Data tar danslektioner som förberedelser inför O'Brien's bröllop samtidigt som Enterprise för ambassadören T'Pel till Romulanerna för att förhandla.                                                                                  |               |                                    |          |                    | |                       |                           |                          |
| 86 | 412           | "The Wounded"                      | 44429.6  | Chip Chalmers      | Jeri Taylor, Stuart Charno, Sara Charno & Cy Chermak                                                    | 28 januari 1991       | 6 april 1996              |                          |
| En rebellisk Stjärnflotte-kapten äventyrar det kommande Cardassiska fredsavtalet. |               |                                    |          |                    | |                       |                           |                          |
| 87 | 413           | "Devil's Due"                      | 44474.5  | Tom Benko          | Philip LaZebnik & William Douglas Lansford                                                              | 4 februari 1991       | 7 april 1996              |                          |
| En kvinna, som påstår sig vara den mytologiska varelsen Ardra, kräver i enlighet med ett korrekt skrivet kontrakt att en planet ska överlämnas till henne som betalning för en tusenårig fred.                                        |               |                                    |          |                    | |                       |                           |                          |
| 88 | 414           | "Clues"                            | 44502.7  | Les Landau         | Bruce D. Arthurs & Joe Menosky                                                                          | 11 februari 1991      | 13 april 1996             |                          |
| Alla i besättningen förutom Data blir medvetslösa i 30 sekunder efter att ha åkt genom ett lokaliserat maskhål. Men en massa ledtrådar pekar på att de var medvetslösa i en hel dag.                                                  |               |                                    |          |                    | |                       |                           |                          |
| 89 | 415           | "First Contact"                    | Okänt    | Cliff Bole         | Dennis Russell Bailey, David Bischoff, Joe Menosky, Ronald D. Moore, Michael Piller & Marc Scott Zicree | 18 februari 1991      | 14 april 1996             |                          |
| Riker hamnar på sjukhus under ett sabbat inför-första-kontakten-uppdrag. Xenofobi resulterar i ökat motstånd mot hans närvaro. |               |                                    |          |                    | |                       |                           |                          |
| 90 | 416           | "Galaxy's Child"                   | 44614.6  | Winrich Kolbe      | Maurice Hurley & Thomas Kartozian                                                                       | 11 mars 1991          | 20 april 1996             |                          |
| Enterprise dödar av misstag en rymdvarelse, och besättningen måste rädda dess ofödda barn. Samtidigt, möter Geordi ingenjören han förälskade sig i och får chockartat reda på att hon inte är lik den kvinna han mötte på holodecket. |               |                                    |          |                    | |                       |                           |                          |
| 91 | 417           | "Night Terrors"                    | 44631.2  | Les Landau         | Pamela Douglas, Jeri Taylor & Shari Goodhartz                                                           | 18 mars 1991          | 21 april 1996             |                          |
| Enterprise fastnar i en skreva. Besättningen drabbas av REM-sömnlöshet, medan Deanna har en återkommande mardröm. |               |                                    |          |                    | |                       |                           |                          |
| 92 | 418           | "Identity Crisis"                  | 44664.5  | Winrich Kolbe      | Brannon Braga & Timothy DeHaas                                                                          | 25 mars 1991          | 27 april 1996             |                          |
| Geordi förvandlas till en varelse med en stark instinkt att återvända till sin ursprungsplanet. |               |                                    |          |                    | |                       |                           |                          |
| 93 | 419           | "The Nth Degree"                   | 44704.2  | Robert Legato      | Joe Menosky                                                                                             | 1 april 1991          | 28 april 1996             |                          |
| Efter ett möte med en utomjordisk sond börjar Barclay känna av stora ökningar i både sitt självförtroende och sin intelligens. Dwight Schultz gästskådespelar                                                                         |               |                                    |          |                    | |                       |                           |                          |
| 94 | 420           | "QPid"                             | 44741.9  | Cliff Bole         | Ira Steven Behr & Randee Russell                                                                        | 22 april 1991         | 5 maj 1996                |                          |
| Q återvänder för att testa Picards kärlek till en gammal flamma. John de Lancie gästskådespelar |               |                                    |          |                    | |                       |                           |                          |
| 95 | 421           | "The Drumhead"                     | 44769.2  | Jonathan Frakes    | Jeri Taylor                                                                                             | 29 april 1991         | 12 maj 1996               |                          |
| En häxjakt följer för en misstänkt Romulansk spion på Enterprise. |               |                                    |          |                    | |                       |                           |                          |
| 96 | 422           | "Half a Life"                      | 44805.3  | Les Landau         | Peter Allan Fields & Ted Roberts                                                                        | 6 maj 1991            | 19 maj 1996               |                          |
| Lwaxana Troi hittar äntligen sin kärlek, men upptäcker att hennes man måste genomgå ett ritualistiskt självmord. Majel Barrett gästskådespelar                                                                                        |               |                                    |          |                    | |                       |                           |                          |
| 97 | 423           | "The Host"                         | 44821.3  | Marvin V. Rush     | Michel Horvat                                                                                           | 13 maj 1991           | 26 maj 1996               |                          |
| Dr. Crusher faller för Odan, bara för att upptäcka att han är en symbiot, som sedan förs över till Riker efter att originalvärden dött. Odan fortsätter fredsförhandlingarna genom Riker som en temporär värd.                        |               |                                    |          |                    | |                       |                           |                          |
| 98 | 424           | "The Mind's Eye"                   | 44885.5  | David Livingston   | René Echevarria & Ken Schafer                                                                           | 27 maj 1991           | 2 juni 1996               |                          |
| Romulanerna hjärntvättar Geordi för att genomföra ett hemligt uppdrag. |               |                                    |          |                    | |                       |                           |                          |
| 99 | 425           | "In Theory"                        | 44932.3  | Patrick Stewart    | Joe Menosky & Ronald D. Moore                                                                           | 3 juni 1991           | 9 juni 1996               |                          |
| Data ingår en romantisk relation med en av sina medarbetare. |               |                                    |          |                    | |                       |                           |                          |
| 100 | 426           | "Redemption (Del I)"               | 44995.3  | Cliff Bole         | Ronald D. Moore                                                                                         | 17 juni 1991          | 16 juni 1996              |                          |
| Worf lämnar Enterprise för att strida på Gowrons sida i ett Klingonskt inbördeskrig. |               |                                    |          |                    | |                       |                           |                          |

## Utgivning
| Star Trek: The Next Generation – Season 4 | | | |
| Detaljer om boxen | Detaljer om boxen | Extramaterial | Extramaterial |
| - Episodes: 26 - Discs: 7 (DVD) / 6 (Blu-Ray) - Aspect Ratio: 1.33:1 (DVD) / 1.85:1 (Blu-Ray) - Subtitles: Danish, Dutch, English, French, German, Italian, Japanese, Norwegian, Spanish, Swedish - Dubbed: French, German, Italian, Japanese, Spanish | - Episodes: 26 - Discs: 7 (DVD) / 6 (Blu-Ray) - Aspect Ratio: 1.33:1 (DVD) / 1.85:1 (Blu-Ray) - Subtitles: Danish, Dutch, English, French, German, Italian, Japanese, Norwegian, Spanish, Swedish - Dubbed: French, German, Italian, Japanese, Spanish | DVD and Blu-ray - Mission Overview: Year Four - Selected Crew Analysis: Year Four - Departmental Briefing, Year Four: Production - New Life and New Civilizations - Chronicles from the Final Frontier | DVD and Blu-ray - Mission Overview: Year Four - Selected Crew Analysis: Year Four - Departmental Briefing, Year Four: Production - New Life and New Civilizations - Chronicles from the Final Frontier |
| Releasedatum | | | |
| DVD | DVD | Blu-ray | Blu-ray |
| Region 1 | Region 2 | USA (Regionsfri) | Storbritannien (Regionsfri) |
| Okänt | Okänt | Okänt | Okänt |